# سیارک ۴۴۶۰
سیارک ۴۴۶۰ (به انگلیسی: 4460 Bihoro، نامگذاری:1990DS) چهار هزار و چهارصد و شصتمین سیارک کشف شده‌است که در ۲۸ فوریه ۱۹۹۰ کشف شد.
قدر مطلق سیارک برابر ۱۱٫۰۰ است.